# Szörényi Mihály
Szörényi Mihály, Strnad (Kistapolcsány, 1881. szeptember 9. – Budapest, 1963. november 1.) kertész, botanikus.

## Életpályája
A Bars vármegyei Kistapolcsányban született 1881. szeptember 9-én. Tanulmányait 1898–1901 között a Kertészeti Tanintézetben végezte. 
Működését a tordai állami faiskolában kezdte, majd a gödöllői Állami Méhészeti Telepen dolgozott. Rövidesen a budai Királyi Várkertészetbe helyezték át, amelynek utóbb igazgatója is volt.
Budapesten hunyt el 82 évesen, 1963. november 1-én.

## Munkássága
Sikeresen foglalkozott orchideanemesítéssel, több hibridje ma is forgalomban van. Vezetése alatt a Várkert az ország egyik legszebb parkjává alakult. A hatalmas dísznövényanyag a második világháború alatt elpusztult.